# 카틀라 화산
카틀라 화산(아이슬란드어: Katla, ˈkʰahtla (도움말·정보))은 아이슬란드 남부 미르달스예퀴들 빙하에 있는 대형 활화산으로, 마그마 활동으로 인한 작은 지진도 많이 일어나고 있다.
칼데라 지름은 약 10km이다. 만약에 폭발한다면 대량의 용암, 지열에 의해 빙하가 녹아 아이슬란드 남부 시골 마을에 대홍수가 일어날 수 있는 아이슬란드에서 가장 위험한 화산 중 하나다. 1918년 분화한 기록이 있다.

## 1918년의 분화
1918년 빙하에 위치한 화구에서 폭발적 분화가 일어나 대량의 화산재를 분출하였다.

## 같이 보기
- 빙하호 붕괴 홍수